# Osîtneajka, Novomîrhorod
Osîtneajka (în ucraineană Оситняжка) este localitatea de reședință a comunei Osîtneajka din raionul Novomîrhorod, regiunea Kirovohrad, Ucraina. În secolul al XIX-lea, satul făcea parte din volostul omonim din uezdul Ciîhîrîn.

## Demografie
Componența lingvistică a localității Osîtneajka
     Ucraineană (99,17%)
     Alte limbi (0,82%)
Conform recensământului din 2001, majoritatea populației localității Osîtneajka era vorbitoare de ucraineană (99,17%), existând în minoritate și vorbitori de alte limbi.